# Llàtzer Tramulles
Llàtzer Tramulles «el Vell» (també Llàtzer Tramulles I o Lazare Tremullas) (Vilafranca del Penedès, c.1605 – Perpinyà, 1656) va ser un escultor català que va treballar sobretot a la zona del Rosselló. Fill d'Antoni II Tramulles i germà de Josep, també escultors. Pel que fa al seu estil, era molt acurat, destacant sobretot el tractament de les motllures que aporten lleugeresa al conjunt. A més, del seu avi i del seu pare en va heretar el gust, la tècnica i l'art de l'escultura policromada.

## Biografia i obra

### Primers anys
Oriünd de Vilafranca del Penedès (Alt Penedès), un cop acabat el seu aprenentatge dins el taller del seu pare, va decorar el bufet dels grans orgues de la catedral de València: aquest és el seu primer treball escultòric conegut, que data del 1635. L'any 1638, ens diuen les fonts que habitava a Valls. Allí, el 8 de juliol, va morir la seva esposa Càndida. L'any següent, junt amb el seu germà Josep, també escultor i autor del retaule major de l'abadia de Santes Creus, accepten el contracte del retaule major per a l'església parroquial de Sant Joan Baptista de Valls per dos mil cinc-centes lliures, el qual va ser cremat i destruït el 1936. La futura marxa de Llàtzer a Perpinyà va deixar la tasca al germà més gran. L'obra, d'una gran magnificència, va tenir un procés d'execució molt lent i posseïa totes les categories estilístiques d'aquest autor com, per exemple, les figures de cànon curt de gran expressivitat, les estries helicoidals de sentit convergent en els parells de columnes preludien la columna salomònica o l'ús del guardapols damunt de la imatge central.
Posteriorment, el 1643, en una acta notarial estesa a Barcelona, Llàtzer es diu habitant de Vilafranca del Penedès i dona el vist i plau a tot allò fet pel seu germà, probablement amb el motiu de la seva marxa a Perpinyà, on hi es va establir aquell mateix any fins al dia de la seva mort, esdevinguda tretze anys després. Amb aquest trasllat, Tramulles pensava que el seu talent trobaria oportunitats més fàcils que al seu país natal i que tindria menys competència.

### Vida al Rosselló
Tramulles arriba a Perpinyà en un moment convuls mentre ressonen les revoltes i la guerra francesa-espanyola, dins el context de la Guerra dels Trenta Anys. No obstant, les condicions econòmiques del Rosselló, llavors deteriorades, no li van impedir de rebre encàrrecs i de posar-se a la feina immediatament, sobretot perquè no es va topar amb cap competidor fort i, també, perquè va esdevenir definitivament perpinyanès establint relacions amb una família de la ciutat. Així doncs, viudo, Llàtzer Tramulles es va casar, el 12 de març de 1644, a la Catedral de sant Joan, amb Maria-Àngela Piris, filla de Francesc Piris, «comerciant d'aquesta ciutat».
Les seves relacions familiars li van permetre fer-se conèixer més fàcilment pel territori. De seguida va instal·lar el seu taller a la parròquia de sant Joan, on fins i tot tenia aprenents i col·laboradors. D'aquí sortiran durant una quinzena d'anys un gran nombre d'obres, de les quals una petita part, no més de deu, encara existeixen i ens revelen la seva fecunda producció.

#### Retaule de la Immaculada Concepció (Cameles, 1643)
Pierre Ciuro, un ric pagès de Cameles, hauria estat el seu primer client en encarregar-li un retaule. La seva família, i especialment l'abat Honoré, es van obstinar en embellir l'església parroquial i, per això, van reservar una capella que havia d'estar dedicada a la Immaculada Concepció.
Tramulles doncs va proposar el model en voga en la Catalunya de la primera meitat del segle xvii, que consisteix en disposar teles pintades dins una construcció arquitectònica. Aquesta última, molt simple, reposa sobre un basament de maçoneria i es redueix a un cos amb quatre columnes sostenint un entaulament. En el compartiment central, una sola estàtua, molt bella, de la Immaculada Concepció s'inscriu perfectament en una fornícula amb un frontó triangular trencat. En relació amb la Verge, té una cara molt fina i dirigeix la mirada cap avall; els cabells arrissats li cauen en fins rínxols sobre les espatlles i manté les mans juntes sobre el pit mentre un fermall sosté el mantell, els faldons del qual embolcallen el cos en un elegant plegat. La mitja lluna sota els seus peus recorda la frase de l'Apocalipsi de sant Joan: «Un gran senyal aparegué en el cel: una dona. El sol l'envolta, la lluna és sota els seus peus i dotze estels coronen el seu cap; ella està encinta» (Apo.XII, 1–2).
El cim del retaule està constituït per una gran pintura que representa Crist, la qual està coronada per un segon frontó trencat i està flanquejada per volutes on hi reconeixem els personatges de l'Anunciació. A més, accentua el cim amb l'escut d'armes de Ciuro (un suro) i unes piràmides molt estilitzades que causen un curiós efecte. Llàtzer no oblida assenyalar la part superior dels seus retaules i en fa ús d'aquestes o, de vegades, les reemplaça per joies o altres adorns similars, reminiscències de l'estil familiar dels Tramulles.
D'altra banda, els llenços són realitzats pel pintor perpinyanès Josep Garau i representen sant Joaquim i santa Anna, mentre que la predel·la acull les escenes de la Nativitat, l'Adoració dels pastors i dels Reis Mags.
Per acabar, cal afegir que el sagrari, de la mateixa època i del mateix escultor, era originalment per decorar l'altar major de l'església.

#### Retaule major de sant Fructuós (Cameles, 1644)
Els habitants de Cameles, satisfets amb els seus serveis, encarregaran a Tramulles l'any següent un retaule per l'altar major. Aquest, a diferència de l'anterior, és un monument més imponent i ric; compost per dos cossos. Les columnes estriades suporten un ampli entaulament, constituint així quatre pòrtics amb frontó trencat clarament inspirat en el barroc romà. Aquesta disposició aporta profunditat, delimita l'espai al voltant de les imatges i les destaca.
D'altra banda, dins els nínxols del primer tram apareixen les estàtues del titular, sant Fructuós, bisbe de Tarragona, i dels seus diaques, sant Auguri i sant Eulogi, com ja es va establir en el contracte. Al segon cos, una estàtua de santa Agnès està disposada entre dos grans llenços que representen sant Marcel i sant Agustí. Per acabar, el frontó està igualment constituït per una pintura de la Crucifixió.
Amb relació a la decoració, aquesta és clarament renaixentista i plateresca, és a dir, no és innovadora respecte a l'estil vigent a Catalunya. Es limita a reproduir les formes i els temes ornamentals.
Si ens fixem en la concepció d'aquest retaule, ens adonem que desplaçant les obres pintades al segon tram, mostra un clar desafecte d'aquests a favor de l'escultura. Per aquesta raó, l'altar major de Cameles anuncia al Rosselló una novetat, tot i que segueix sent una obra de transició entre dues tendències artístiques diferents. A partir de llavors, Tramulles introduirà el gran retaule completament esculpit, en fusta daurada, i a unes proporcions desconegudes fins ara amb la construcció de tres monuments que tindran una gran importància a Perpinyà, Millars i Arles.

#### Retaule de la Confraria del Roser (Perpinyà,1643)

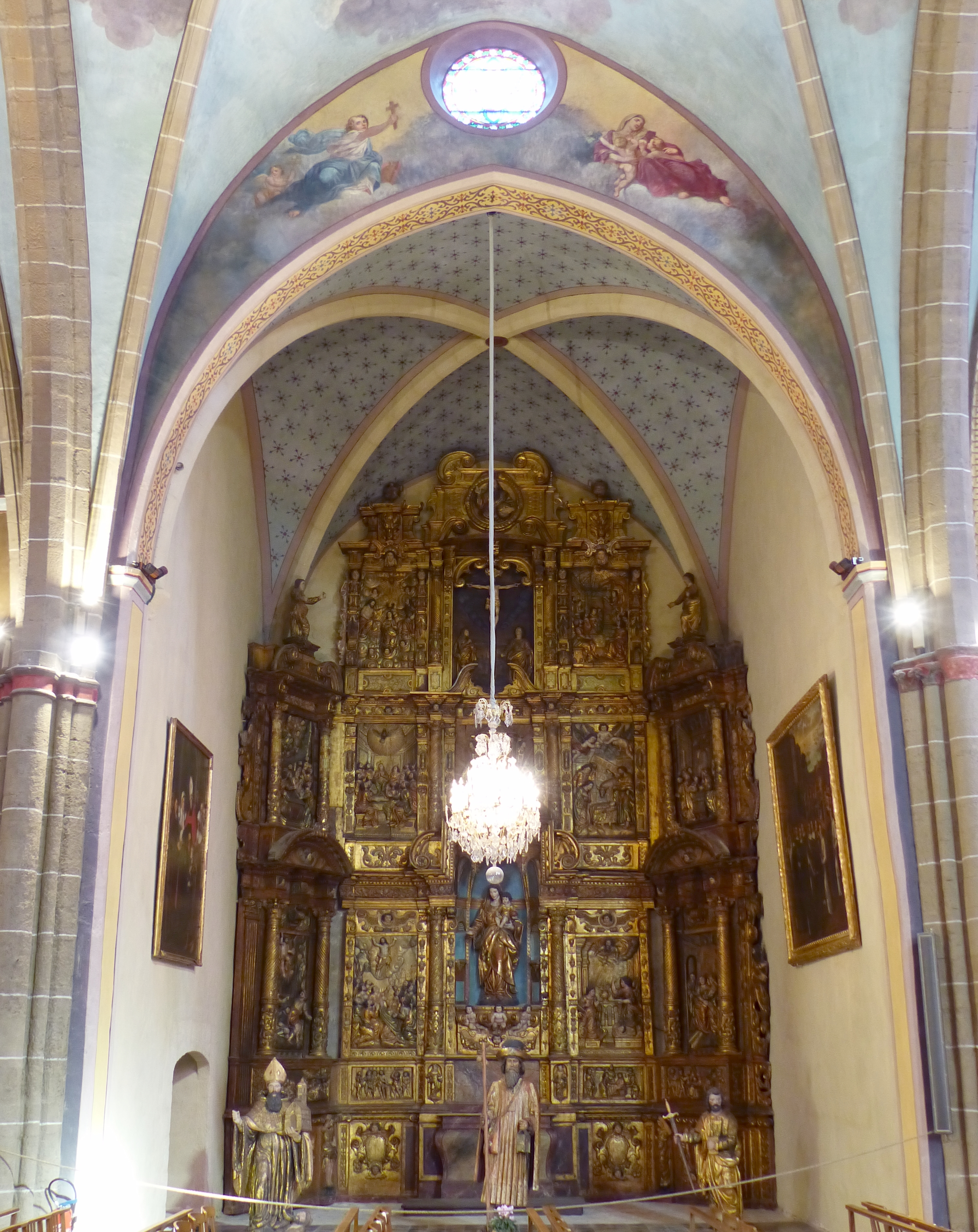
Retaule la Confraria del Roser situat actualment a l'església de Sant Jaume del Puig (Perpinyà).

El retaule, pensat originalment pel Convent dels Dominics de Perpinyà, manifesta el talent del mestre i és l'obra responsable d'haver difós la seva popularitat. Durant la supressió de les Congregacions religioses (1791), va ser traslladat a la parròquia veïna de sant Jaume, on es troba actualment.
Tal com ens diuen les fonts escrites, en aquest cas, els artífexs, representants dels confrares i aconsellats pels Germans Predicadors, no van deixar a l'escultor la tasca de procurar un projecte i de presentar un pressupost. Al contrari, ells mateixos van ser qui van establir un llarg i detallat report en el qual s'exposa el que seria el futur retaule. El van publicar sota la forma d'una licitació pública així redactada: «Qualsevol que desitgi i senti emprendre i fer el retaule a continuació descrit pel treball de la capella de la Nostra Senyora del Rosari del Monestir dels Predicadors […] pot dir-ho, i ho voldrà dir; aquell que menys ofereixi, a aquell se li donarà […]».
Els confrares volien sobretot que el retaule «aparegui bé a la vista i segons com l'art requereixi»; després especifiquen, entre altres clàusules, les dimensions, el termini de vint-i-quatre mesos, la suma de 600 ducats entregats en tres venciments, recalcant de nou que el treball serà confiat «a aquell que ofereixi el preu més baix». Malgrat les exigències, els seus desitjos es van realitzar, en part, en detriment de l'escultor.
També, seria bo posar l'atenció en un altre punt del document, concretament el que precisa l'arquitectura del retaule: «la base o pedestal serà de l'ordre jònic», el primer i el segon cossos, «de l'ordre corinti», el tercer, «d'ordre compost», i tot coronat per un medalló amb «Déu Pare». En aquest cas, podem percebre la influència del barroc romà i la seva teoria relacionada amb la superposició d'ordres en l'arquitectura. A més, dins el nínxol central figurarà la Verge del Roser amb, als seus peus, tres angelots. Pel que fa als grans panells esculpits que representen els quinze misteris del Roser, el testimoni escrit especifica com hauran d'estar disposats: a la predel·la, els misteris de Dolor, els de Goig al costat de l'Epístola, i els de Glòria al costat de l'Evangeli. Tot seguit, precisa molts altres detalls arquitectònics, com per exemple al cim «les figures de les Virtuts» i l'emplaçament de l'Esperit Sant.
Aquesta crida va ser publicada a Perpinyà i a Llàtzer Tramulles se li va concedir l'acord. L'escultor signa el contracte el 30 d'octubre de 1643 amb el germà Dominique Sunyer, prior dels Dominics, Raphäel Baldo i Antoine Marti, protectors de la confraria. Malgrat tot, Tramulles va aconseguir l'elevada suma per l'època de tres mil lliures perpinyaneses, que no va ser saldada fins al 19 de març de 1653, és a dir, deu anys més tard i a les acaballes de la seva vida. Les dificultats econòmiques generades per la guerra franca-espanyola van ser sense dubte la causa d'aquest retard.
No obstant, Tramulles va seguir fidelment les disposicions del pla previst i les va realitzar estrictament. Sobre un basament d'una alçada discreta, s'eleven dos cossos amb quatre panells esculpits cadascun. Després, un tercer, més estret, que acaba en frontó. En el lloc d'honor es col·loca a la Mare de Déu amb el Nen en braços, dins un baldaquí rodó que suporta un pinacle, ornat amb el colom de l'Esperit Sant. Més amunt, trobem una representació de la Crucifixió, i a la part superior, Déu Pare. A part, els quinze misteris del Roser són disposats seguint l'ordre previst, és a dir, a la predel·la i als panells laterals.
Si el disseny és bastant simple, en realitat reduït a una superposició de plafons esculpits, l'ornamentació és en canvi rica i variada: caps d'àngels, cariàtides al basament, profetes al guardapols, fulles d'acant i flors diverses, motllures i ornaments de tota mena són un bon exemple de treball d'ebenisteria renaixentista. Tanmateix, la importància recau, d'acord amb la voluntat dels clients, en la presentació perfecta dels panells, donat que això és el que cal mostrar als fidels. Dins els límits imposats pel marc, l'escultor sap com crear la vida i el moviment; Tramulles destaca l'actitud dels personatges, els contorns de la cara i els plecs de les robes, malgrat que de vegades falla per culpa de la rigidesa de les figures o la manca de proporcions.
Aquest retaule és de fet el que havien volgut realitzar els seus clients: un gran llibre d'imatges destinades a il·lustrar els ascens místics compresos dins la devoció al sant Rosari. Per mitjà de la tècnica visual, els confrares, reunits davant l'altar, comprenien millor els sermons que dirigia el pare dominic. Per això era necessari «que aparegui bé a la vista», perquè cada detall tenia el seu interès, el seu objectiu pedagògic. Abans de tot, els confrares havien de conèixer els principals esdeveniments de la vida de Crist i de la Verge i, per mitjà de símbols, podien aconseguir una assimilació més profunda de la doctrina espiritual proposada. D'aquesta manera, el baldaquí en forma de volta arrodonida, elevant-se en un pinacle i portant un colom, està disposat per sobre de la Verge per mostrar l'acció de l'Esperit Sant que «la va cobrir amb la seva ombra», segons l'expressió evangèlica (Lluc, I, 35). Maria va participar en la redempció sobretot en el moment de la Crucifixió, per això l'escena es troba una mica més amunt. Els profetes que havien anunciat tots aquests esdeveniments es troben a la vora exterior del retaule. Però els confrares no es limitaven a meditar aquests misteris, els havien de viure: allà dalt, les estàtues simbòliques de les tres virtuts teologals, la Fe, l'Esperança i la Caritat, els ensenyen. Finalment, uns infants porten roses recordant el deure d'oferir el seu cor a la Verge. Com es pot veure, hi ha matèria per meditar i predicar en aquest tractat visual del Roser que és aquest retaule. Indiscutiblement, aquesta és l'obra més important i la més representativa de Llàtzer Tramulles al Rosselló.
De seguida el retaule va ser daurat per l'artista perpinyanès Pierre Guadanyor, que el va revestir ricament a la moda de l'època tot deixant entreveure reflexos vermells.
Per acabar, voldríem afegir que en el moment del trasllat a l'església de Sant Jaume, l'obra no es podia contenir dins la capella on es va reubicar a causa de les seves grans dimensions (llargada 7 m 20, alçada 16 m). Per aquesta raó, els laterals van ser inclinats en angles obtusos. Així doncs, tant la seva disposició general com les seves proporcions es troben modificades.

#### Retaule dels sants Abdó i Senén (Arles, 1647)

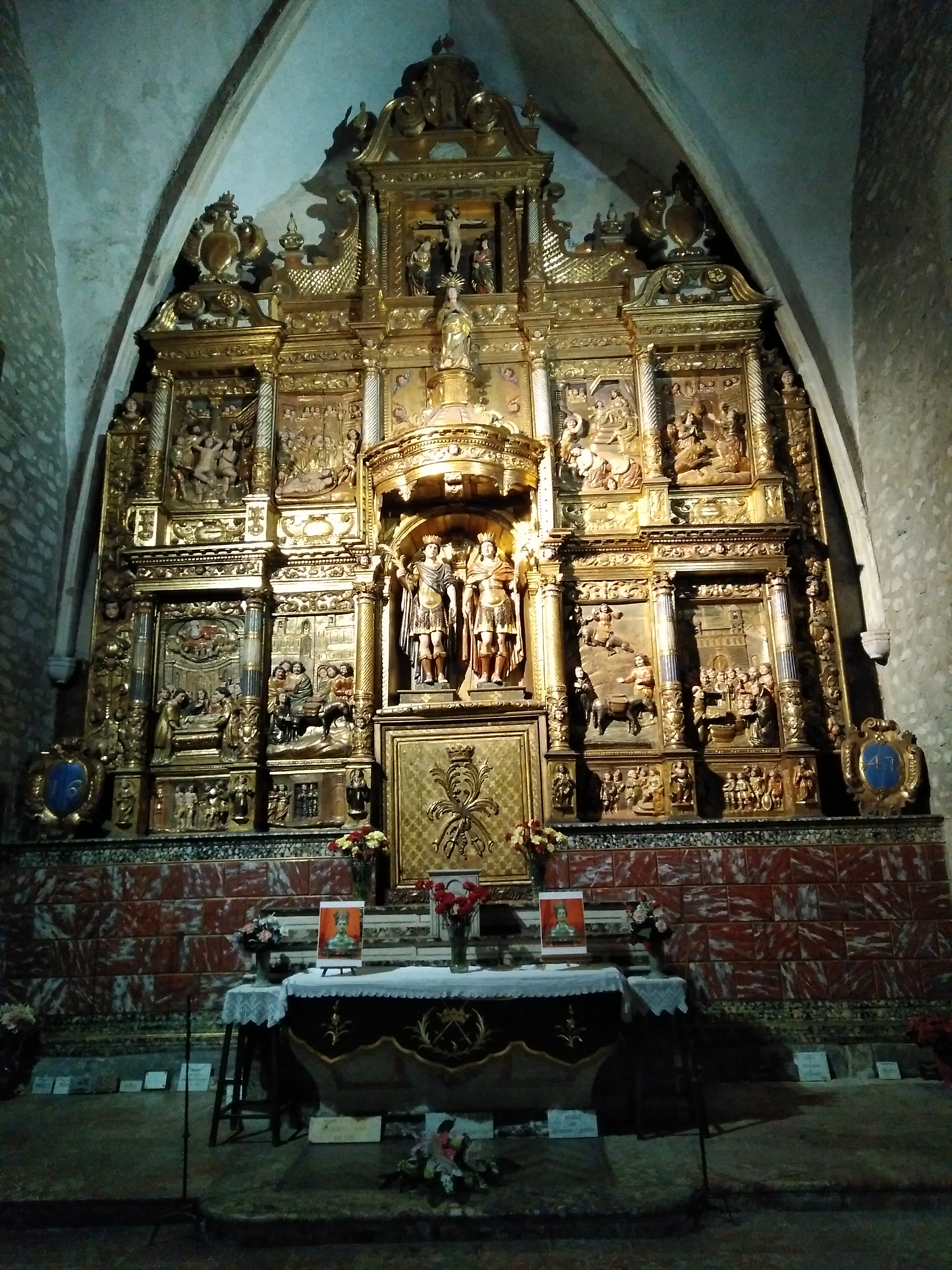
Retaule de Sant Abdó i Senén a Santa Maria d'Arles

Un nou encàrrec va fer desplaçar el taller de Llàtzer Tramulles cap a l'abadia d'Arles, al Vallespir, on va estar convidat a treballar per voluntat dels Pares Benedictins. Aquí tenia com a objectiu explicar la vida i la llegenda dels sants Abdó i Sénen, molts populars en tota la regió, les relíquies dels quals estaven conservades precisament dins l'església abacial. Van creure convenient que un gran retaule honoraria els seus patrons i instruiria els fidels. Malauradament no es conversa cap document que faciliti el coneixement d'aquesta construcció, però sabem que va ser acabat el 1647. 

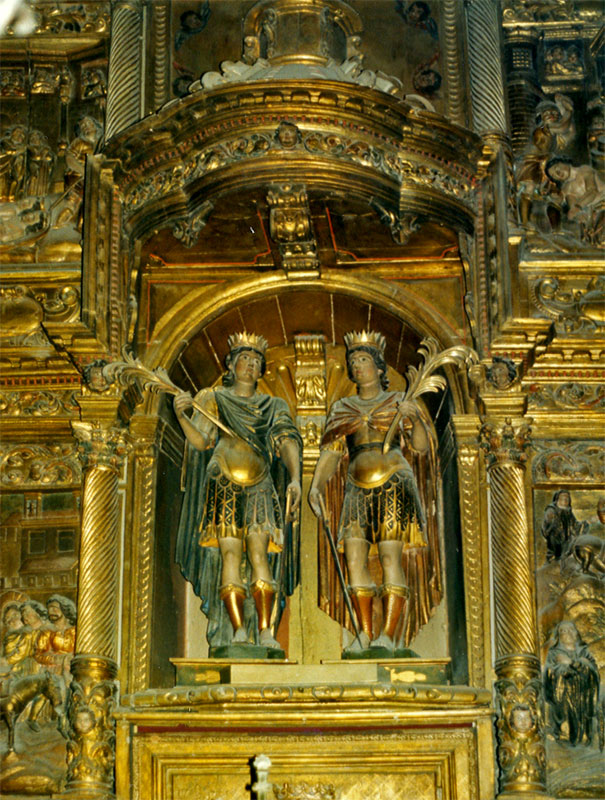
Els sants Abdó i Senén, al retaule de l'Santa Maria d'Arles, obra de Llàtzer Tramulles

Aquest monument, que es troba dins una capella de la nau lateral nord de l'abadia, no consta de base esculpida; com succeeix freqüentment durant la primera meitat del segle xvii, reposa sobre una estructura de maçoneria. Està doncs constituït per una predel·la, dos cossos amb quatre panells esculpits i l'habitual Crucifixió acabant en frontó. A la part inferior central està disposat l'armari de les relíquies, que conté el reliquiari i uns bells bustos del segle xv. D'altra banda, les estàtues dels sants patrons es troben en el lloc d'honor sota un gran baldaquí. Els sants Abdó i Senén vesteixen, segons la llegenda, com a prínceps perses: porten una corona, l'espasa al costat i una palma a la mà, però també polaines, armadura i toga, per recordar la seva estada a Roma, on van ser martiritzats per l'emperador Deci, l'any 250. Per sobre de la cúpula del baldaquí es va col·locar una Immaculada Concepció amb els àngels i la mitja lluna als seus peus.
L'arquitectura és bastant simple, d'una sobrietat molt elegant. L'entaulament està tallat per un desencaixament amb la intenció de crear profunditat tot evitant la monotonia. L'ornamentació, força abundant, també brilla per la finesa del seu disseny. Podem destacar la delicadesa dels frisos, les columnes estriades i l'ús de volutes, querubins, fruites, flors i dissenys geomètrics. En aquest cas, la tècnica és excel·lent, superior a la dels panells; aquesta ens mostra un Tramulles millor dotat per l'arquitectura i l'ornamentació que per l'execució dels baixos relleus.
En relació amb els dotze panells esculpits, expliquen la llegenda dels sants Abdó i Senén i com es van convertir en sants patrons d'Arles. Acusats davant de l'emperador Deci de donar sepultura als màrtirs, Abdó i Senén van comparèixer davant seu; havent refusat d'enaltir els ídols, van ser condemnats a les feres. Però l'endemà, a l'hora de l'espectacle, els lleons i els ossos van ser trobats morts dins de les seves gàbies. L'emperador va tractar per tots els mitjans fer-los apostatar, amb l'intent de fer-los temptar amb unes cortesanes i després convidant-los a adorar l'estàtua del Sol (a la predel·la). No obstant, tots aquests intents van romandre sense èxit. També els va fer flagel·lar i arrossegar de nou davant de la imatge idolàtrica; de nou, en la fossa dels lleons, les feres jeien als seus peus. Per acabar, l'emperador els va fer decapitar en la seva presència (segon tram).
Els cossos sants van restar a Roma fins al segle x. Llavors, Arnulf, abat d'Arles, desconsolat pels cataclismes que assolaven el país, va decidir anar a buscar les relíquies tutelars a la Ciutat Eterna. El Papa li va concedir de bon grat les dels sants Abdó i Senén, que després d'una revelació les va descobrir dins una tomba romana. Com a mesura de protecció, Arnulf va tancar el preciós tresor dins de dos barrils, amb doble fons, que contenien aigua i vi, i va fer camí. Durant el viatge de retorn, una dona dominada pel dimoni va revelar el veritable contingut dels barrils. Per desenganyar tot el món, l'abat va donar beure a la senyora, qui al mateix instant es va trobar alliberada de la possessió. Una última desventura havia de marcar aquesta translació: a punt d'arribar al poble, la mula que portava les relíquies va caure per un precipici i, afortunadament sense danys, va continuar trotant fins a la plaça de l'església. Allí, les campanes van sonar soles, les relíquies es van retirar dels barrils quan els monjos i els habitants ja estaven reunits al voltant i les van portar en triomf dins l'església (primer tram). D'aquesta manera es troben il·lustrades, en taules ingènues però vives, les vides dels sants d'Arles.
En el mateix moment que estava construint aquesta obra, Tramulles va rebre molts altres encàrrecs per la plana: retaules a Canet, Brullà, La Torre d'Elna, d'altres pels Agustins i pels Carmelites de Perpinyà. Fins a tal punt que ell mateix no podia executar completament el de Cornellà de la Ribera, i ho va resoldre confiant-lo al mestre Josep Balasco, «fuster de Perpinyà». Malgrat això, sembla que d'aquests treballs no en resta res.

#### Parròquia de Vilanova de la Ribera
La parròquia de Vilanova de la Ribera li va encarregar no menys de tres retaules successius, el de l'altar major (1647), el del Rosari (1648) i el de Crist (1651). Del primer només perduren les columnes reutilitzades en altres retaules del segle xix. En canvi, els altres dos van romandre gairebé intactes. El de Crist no és més que el marc d'un gran llenç constituït per dues columnes que sostenen un frontó trencat en grans volutes; els guardapols han desaparegut. El quadre mateix representa la Verge, sant Joan i Maria Magdalena als peus de la Creu.

##### Retaule del Rosari (1648)
En bon estat de conservació, és molt similar als models actuals de la primera meitat del segle xvii: només els elements d'arquitectura són esculpits, totes les escenes són pintades. A la predel·la veiem tres misteris dolorosos; el cos principal conté un nínxol amb l'estàtua de la Verge i a un costat i a l'altre la Nativitat i la Pentecostes. La part superior està ocupada pel coronament de la Verge, i dins les volutes, per l'Àngel i la Verge de l'Anunciació. Segons la voluntat clarament expressada pels fabricants en el contracte, un terç de les columnes i els frisos de les cornises havien d'estar decorats amb fullatges i estries en mig relleu. El tabernacle de forma hexagonal i columnat va ser, també, fabricat dins el taller de Tramulles.

#### Retaule major de Millars (1647?)
Malgrat la manca de documents, només se sap que va ser daurat el 1647 pel pintor perpinyanès Jérome Hortola. Tot i que és diferent de les altres obres de Tramulles, moltes similituds permeten conèixer la seva tècnica i els seus procediments a l'hora de treballar l'ornamentació. La utilització d'elements de frontons partits, el baldaquí amb un pinacle amunt, els florons del cim, els guardapols acabats en cares de perfil, l'ús abundant d'imbricacions, de romboides i de denticles són propis del seu estil.
Tanmateix, el llegat renaixentista i l'arquitectura ben estructurada el revelen. El basament, sense cap ornament, suporta una sòlida estructura de dos cossos de columnes i entaulaments, coronats per tres baldaquins. A Millars, l'escultor ha eliminat totalment els panells esculpits i els ha substituït per sis nínxols que contenen, en el primer tram, les estàtues de santa Eulàlia de Mèrida, patrona de la parròquia, i dos sants Joan; en el segon, la de Nostra Senyora dels Remeis i les dels sants Pere i Pau.
El que caracteritza particularment aquest gran retaule és el ritme, obtingut per una repetició dels mateixos motius. En efecte, una sola i mateixa banda comprèn de baix a dalt una consola bolcada, un drapejat, una altra consola i després un mascaró. Aquest esquema es repeteix vuit cops en el primer tram, i el mateix en el segon tram. Cada ornament està disposat a cada costat de les columnes en un paral·lelisme rigorós. A més, els dissenys geomètrics han eliminat gairebé la decoració floral o vegetal. Finalment, un daurat recent recobreix totalment el monument.

#### Retaule de sant Francesc de Paula (1654)

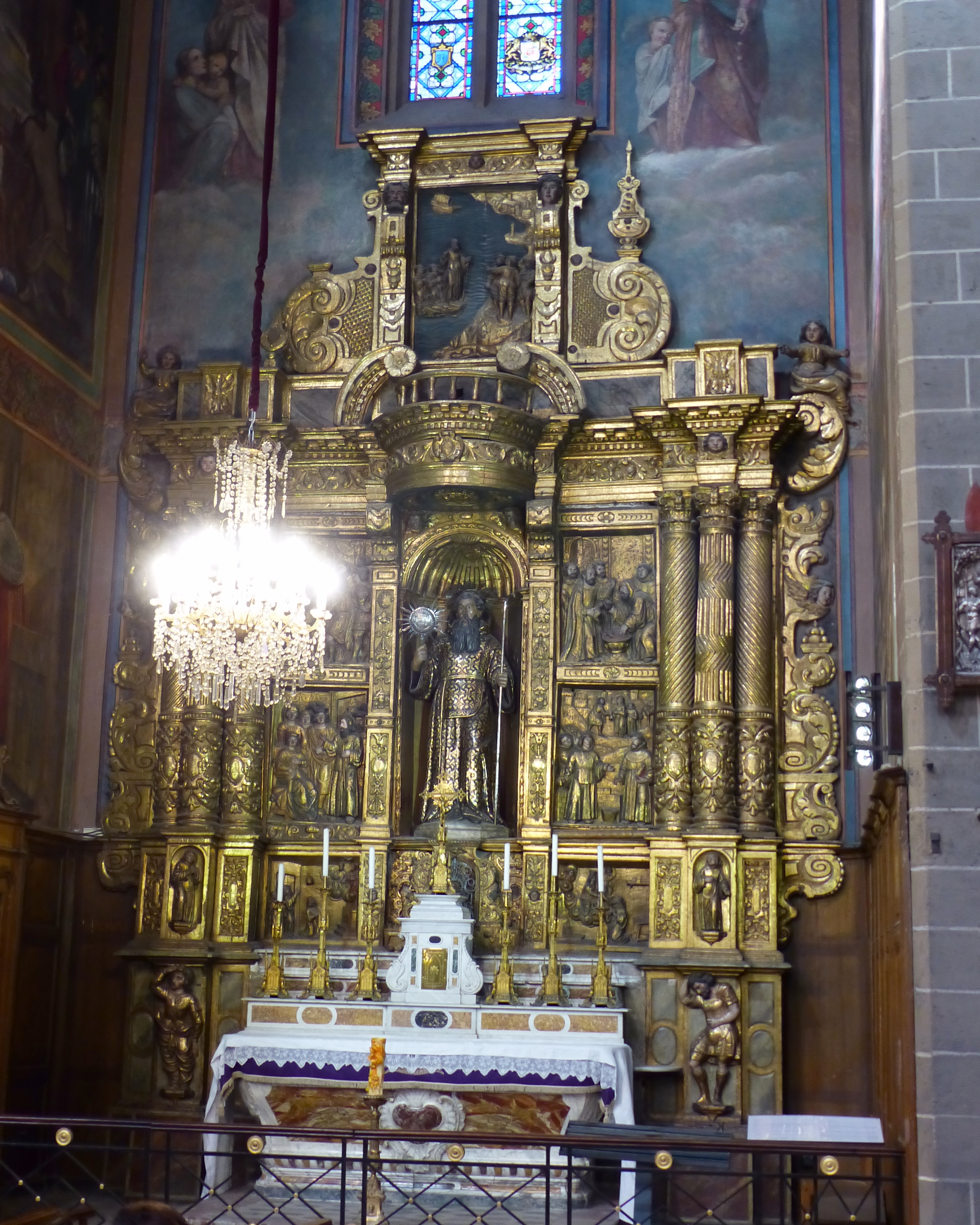
Retaule de sant Francesc de Paula situat a l'església de Sant Joan Baptista de Perpinyà.

El retaule dedicat a sant Francesc de Paula, avui a la catedral de sant Joan Baptista de Perpinyà, és el millor conservat. Els Pares Mínims del convent de la Nostra Senyora de la Victòria, de la mateixa ciutat, van ser qui el van encarregar en honor del seu sant fundador, igualment venerat dins la diòcesi. L'any 1790 es va realitzar el traslladat del retaule a la catedral.
Un primer contracte entre el pare Rafael Hospital i Tramulles, signat el 25 de març de 1654, consideren la utilització d'elements ja existents, però van canviar d'opinió i un nou acord va ser conclòs el 30 de gener de 1656, sis mesos abans de la mort de l'escultor. Tramulles, doncs, no va tenir temps per acabar-lo, i la seva vídua, Maria-Àngela, va confiar aquesta tasca a Lluís Generes (28 de maig de 1657). Com que es tracta d'una obra conjunta és difícil distingir quina part correspon a un i quina a l'altre, sobretot perquè les seves concepcions i les seves tècniques eren bastant similars. Altrament, l'execució és bastant tradicional. A banda i banda de l'estàtua central, sis panells en mig relleu expliquen la vida i els miracles del taumaturg. Les tres columnes reunides que sostenen el baldaquí són d'una noble elegància. Com és habitual en l'època, excepte els personatges, tot està daurat.

### Mort
Després d'una brillant carrera com a escultor que va durar anys, sentint-se ja malalt, va fer el seu testament el 1652, i va morir a principis d'agost del 1656. Segons el seu desig, va ser enterrat a la catedral de sant Joan de Perpinyà, dins la cripta dels confrares del Sant Sagrament.
Mort relativament jove, va deixar sis fills: tres nois, Josep, Francesc (1645) i Llàtzer (1646), i tres filles, Brígida (1648), Maria-Àngela (1650) i Isabel (1654), tots nascuts i batejats a la parròquia de sant Joan. En el seu testament va llegar 80 misses a celebrar pel repòs de la seva ànima, va deixar les seves últimes voluntats i va fer una repartició entre els seus fills. Una disposició d'aquest document deixa entreveure un drama familiar: demana als seus fills legítims que proporcionin com a mínim habitatge i aliment a Josep, un fill il·legítim del qual ignorem l'origen.
En els últims moments de la seva vida, la seva situació econòmica no era brillant. Malgrat el seu talent i la seva enorme producció, no es va enriquir al Rosselló. En l'inventari dels seus béns, preparat el 14 d'agost de 1656, és a dir, després de la seva mort, veiem que poca cosa es va trobar «dins el taller on l'anomenat Tramulles treballava», tret dels estris d'escultor.

## Llistat d'obres
| Any  | Obra                                                         | Localització                                                        |
| ---- | ------------------------------------------------------------ | ------------------------------------------------------------------- |
| 1643 | Retaule de la Immaculada Concepció                           | Cameles (Rosselló)                                                  |
| 1643 | Retaule del Roser pel Convent dels Dominics                  | Perpinyà (Rosselló), actualment a l'església de sant Jaume          |
| 1643 | Retaule major pel Convent dels Grans Agustins (desaparegut)  | Perpinyà (Rosselló)                                                 |
| 1644 | Retaule major (desaparegut)                                  | Cornellà de la Ribera (Rosselló)                                    |
| 1644 | Retaule de Crist (desaparegut).                              | Canet de Rosselló (Rosselló)                                        |
| 1644 | Retaule major de sant Fructuós                               | Cameles (Rosselló)                                                  |
| 1647 | Retaule major de santa Eulàlia                               | Millars (Rosselló)                                                  |
| 1647 | Retaule dels sants Abdó i Senén                              | Arles (Vallespir)                                                   |
| 1647 | Retaule major (desaparegut)                                  | Vilanova de la Ribera (Rosselló)                                    |
| 1647 | Retaule de Verge (desaparegut)                               | Brullà (Rosselló)                                                   |
| 1648 | Retaule del Roser                                            | Vilanova de la Ribera                                               |
| 1648 | Extensió de l'altar de sant Josep (desaparegut)              | Perpinyà (Rosselló), convent dels Carmelites Descalços              |
| 1648 | Estàtua de sant Agustí                                       | Perpinyà (Rosselló), Confraria de la Corretge                       |
| 1649 | Retaule de sant Jaume (desaparegut)                          | La Torre d'Elna (Rosselló)                                          |
| 1649 | Estàtues de la Verge i de sant Gaudérique                    | Espirà de l'Aglí (Rosselló)                                         |
| 1650 | Retaule major de sant Vicenç (desaparegut)                   | Clairà (Rosselló)                                                   |
| 1651 | Retaule de Crist (desaparegut)                               | Vilanova de la Ribera                                               |
| 1653 | Retaule de sant Gaudérique, (desaparegut)                    | Trullars (Rosselló)                                                 |
| 1654 | Estàtua de sant Sebastià                                     | Illa (Rosselló)                                                     |
| 1654 | Retaule de sant Francesc de Paula pel convent de la Victòria | Perpinyà (Rosselló), actualment a la catedral de Sant Joan Baptista |
| 1654 | Retaule major                                                | Sant Feliu d'Avall (Rosselló)                                       |
| 1654 | Retaule pel Convent de sant Francesc (desaparegut)           | Perpinyà (Rosselló)                                                 |